# Зугаїр Бахіт
Зугаїр Бахіт (араб. زهير بخيت, нар. 13 липня 1967) — еміратський футболіст, що грав на позиції нападника за клуб «Аль-Васл», у складі якого — чотириразовий чемпіон ОАЕ, володар Президента ОАЕ, а також національну збірну ОАЕ, з якою брав участь у трьох кубках Азії і чемпіонату світу 1990 року.

## Клубна кар'єра
У дорослому футболі дебютував 1988 року виступами за команду клубу «Аль-Васл», кольори якої і захищав протягом усієї своєї кар'єри гравця, що тривала сімнадцять років. 

## Виступи за збірну
1988 року дебютував в офіційних матчах у складі національної збірної ОАЕ.
У складі збірної був учасником трьох розграшів кубка Азії: 1988 року в Катарі, 1992 року в Японії, а також 1996 року в ОАЕ, де разом з командою здобув «срібло». На всіх континентальних турнірах був гравцем основного складу своєї команди.
Брав участь у чемпіонаті світу 1990 року в Італії, щоправда вихолив на поле лише в одній з трьох ігор групового етапу.
Загалом протягом кар'єри у національній команді, яка тривала 15 років, провів у формі головної команди країни 112 матчів, забивши 27 голів.

## Титули і досягнення
- Чемпіон ОАЕ (4):

«Аль-Васл»:  1988, 1992, 1997, 2007
- Володар Кубка Президента ОАЕ (1):

«Аль-Васл»:  2007
- Срібний призер Кубка Азії: 1996